# Epigynopteryx indiscretaria
Epigynopteryx indiscretaria là một loài bướm đêm trong họ Geometridae.